# Amerikai komédia (színdarab)
Az Amerikai komédia 1938-as színdarab, komédia. Írta Aszlányi Károly. A mű eredetileg próza, két újabb feldolgozásban azonban zenés színműként, majd 2014-ben musicalváltozatban mutatták be.

## Előadásai
A színdarab bemutatója a Belvárosi Színházban volt, 1938. február 9-én, Mezey Mária és Latabár Kálmán és Rátkai Márton főszereplésével. A második szereposztásban Simon Zsuzsa, Latabár Kálmán, Rátkai Márton és Gonda György voltak a főszereplők. A második szereposztásban előadott darab kapcsán a szerző (és Simon Zsuzsa) tehetségéről még a Vigilia főszerkesztője, Possonyi László is elismeréssel szólt.
A második világháború idején írója származása, majd az ötvenes-hatvanas években címe és témája miatt nem játszották. 1978-ban tévéfilm változatot készítettek az addigra már feledésbe merült műből Bencze Ilona és Lukács Sándor főszereplésével, Karinthy Márton rendezésében. Az újra a köztudatba került színművet ezután több alkalommal vették műsorra különféle színházak.
1983-ban a Hököm Színpad mutatta be jelenidőbe helyezett, módosított cselekményű, zenés változatban, Pálos Zsuzsa és Harsányi Gábor főszereplésével, Fényes Szabolcs és Szenes Iván dalaival, szintén Karinthy Márton rendezésében. Több, mint egy évig folyamatosan műsoron tartották törzshelyükön, a MOM Művelődési Ház, majd a Gutenberg Művelődési Ház színpadán, több, mint száz előadásban.
1997-ben a József Attila Színházban mutatták be Verebes István rendezésében és dalszövegeivel.
2014 óta a Budapesti Operettszínház társulata adja elő az Átrium Film-Színházban módosított cselekménnyel, teljesen átírt párbeszédekkel, szving stílusban íródott új dalokkal, látványos musical formájában. A történetet visszahelyezték az eredeti színmű idejébe, 1938-ba.

## Cselekmény
|  | Alább a cselekmény részletei következnek! |

A cselekmény az eredeti színmű szerinti 1978-as tévéváltozat alapján íródott.
1938, New York. A Gold Star Line hajózási társaság 12 luxushajója járja az óceánokat. Tulajdonosa és igazgatója a csinos, de ugyanakkor kemény, férfias, a nőiességét a cégvezetésért feláldozó Tony. A céget édesapjától örökölte, aki három ócska csónakkal kezdte a Hudsonon.
Az egyik reggeli értekezleten közli a vezetőséggel, hogy  a cég bajban van, az utasszám folyamatosan csökken, valamit tenni kell, de azonnal, mert nem szeretne apja három csónakjához visszatérni. A megoldásra két napot ad a vezetőségnek. Az értekezlet után a szomszédos irodából Cole Anderson, a fiatal könyvelő jön át, aki közli, hogy tudja a megoldást. A következő hajóútra fogja a cég elérni a százezredik utasát. Jelentessenek meg újságcikket, hogy a százezredik utas tízezer dollárt kap, valamint az úton mindent ingyen fogyaszthat. A másik közlendője, hogy halálosan szerelmes Tonyba, meg is csókolja, amiért Tony – bár titkon nem volt ellenére a csók – kirúgja a cégtől. A tízezer dolláros díj hallatára az utasok megrohanják a céget, mindenki a százezredik akar lenni.
Az egy csók miatt állástalanná lett Cole fondorlatos bosszút eszel ki, hogy nemcsak Tonyt, hanem a céget is megszerezze. Néhány nap múlva visszatér a céghez, csak három percet kér, szigorúan üzleti okokból. Javasolja, legyen ő a százezredik utas, megcsinálja tízezer helyett mindössze ezer dollárért, mindenki jól jár. Noha az ügy nem tisztességes, szerinte az összes többi cég is így jár el a hasonló akciók során. Tony némi töprengés után belemegy a dologba, de lealkudja az összeget 650 dollárra. Cole egész nap a cég jegypénztárával szembeni telefonfülkénél ácsorog, várja a fülest, hogy mikor rohanjon oda a kasszához százezredikként. Kis híján így is veszít, mert egyszerre ér oda egy angol úriemberrel, aki azonban lemond elsőbbségéről. Cole 650 dollárral lett gazdagabb, de neki nem csak a pénz, hanem Tony is kell. A kialkudott összeg átvételénél közli, hogy ugyan miért érné be annyival, amikor neki tízezer jár. Kint várnak az újságírók, neki jól láthatóan tízezret kell kapnia, különben kitör a botrány. Tony felháborodik, de kénytelen fizetni.
Az Európába tartó La Paz luxushajón különös társaság gyűlik össze. A százezredik utas tiszteletére ott a hajón Tony, a cég tengeribeteg jogtanácsosa, aki egyben Tony titkos hódolója is. A hajón utazik még Mr. Hilorean, aki kefegyáros, egyben Tony önjelölt vőlegénye, egy párizsi laptulajdonos és házsártos felesége, a díjról éppen csak lemaradt angol úriember, no és persze Cole, a „százezredik”. Mivel ingyen fogyaszthat, elképesztő pazarlásba fog, hogy Tony-t bosszantsa. Ötvenesével küldözgeti a rózsákat neki, bélszínt dobáltat a vízbe Daisy nevű kedvenc cápájának, huszasával rendelgeti a pezsgőket a személyzetnek.
A fokozódó bonyodalmak során segít a lapkiadónak megszelídíteni annak elviselhetetlenül házsártos feleségét, majd miután a kiadó megismerte a tízezer dolláros, csókos, kirúgásos szerelmi történetet, ad neki harmincezer dollárt csekkben annak közlési jogáért „Amerikai komédia” címmel. Tony vőlegénye szintén ad neki csekkben harmincezer dollárt, hogy fejezze be a hadjáratot és szálljon le a nőről. Tony viszont a hajó kazánfűtőjét bízza meg, hogy üsse le és zárja be valahová az út végéig a férfit, ám az a kavarodásban véletlenül a kefegyáros „vőlegényt” üti le. Mindezek tetejébe a hajó viharba kerül. A fejbevert kefegyáros, a tengeribeteg jogtanácsos, az idegösszeomlást kapott házsártos feleség a hajó kórházába kerül.
Egyetlen utas, a fínom angol úr viseli csak arisztokratikus nyugalommal az eseményeket. Eddig hidegvérrel tűrte, hogy eléálljanak a kasszában és elnyerjék előle a tízezer dollárt, a hajón elkérjék kényelmes kabinját, ráüljenek cilinderére, eltörjék sétabotját, lecsapják kezéről a kiszemelt hölgyet, elvegyék ágyát, ám amikor a teáját is meg akarják inni, az már neki is sok.
Cole végül közli a nővel, hogy tönkre tudja tenni az őt egy csók miatt tönkretévő céget. Csak szól egy újságíró ismerősének, hogy a cég egy beszervezett alkalmazottja volt, és végül nem is kapta meg a nyereményt. Noha ez utóbbi nem igaz, elindul a pletyka, oda lesz az utazók bizalma, a cégnek bealkonyul. Tony belátva a helyzet komolyságát végül enged neki, bemegy Cole kabinjába, hogy rendben, essünk túl a dolgon, enged Cole vágyainak.
Cole meglepődik, nem számított erre a fordulatra. Nem él vissza a helyzettel, nem képes a nőt tovább támadni, sőt, a tízezer dollárt is visszaadja azzal, hogy ismét nincstelen munkanélkülivé vált, persze azt nem árulja el, hogy marad még neki hatvanezer csekkben. Tony szintén meglepődik, nem érti a dolgot, erre Cole elmagyarázza neki a férfilélek működését, miszerint egy férfi csak addig támadja oroszlánként a nőt, míg ellenállást tapasztal. Ha az megszűnik, átalakul egy buta, szerelmes nyuszivá.
Tony meghatódik és sírva fakad, elárulja, hogy már nagyon elege van a kemény nő szerepéből. Cégvezetőből nővé változik, ami után már Cole sem bosszúálló és szélhámos, hanem újra szerelmes férfi, tetejébe ügyes üzletember is. Az esküvő után nem sokkal már Cole hívja össze a vezetőséget, közli, hogy a cég bajban van, az utasszám folyamatosan csökken, valamit tenni kell de azonnal, mert nem szeretne apósa három csónakjához visszatérni...
„És boldogan éltek, míg tartott a pénzük.”

### Az Operettszínház musicalváltozata
A cselekmény alapvetően követi az eredeti színművet, de több  párbeszédet, jelenetet és karakternevet megváltoztattak, néhány új jelenetet is hozzáadtak. A hajózási vállalat irodájában játszódó első jelenet Frank (Cole) csókjával és kirúgásával teljes egészében kimaradt, csak utalás történik rá, mint pár héttel korábbi eseményre. Hopkins, az angol úr sem szerepel ebben a verzióban.
Új karakterként szerepel Tony anyja, mint egy a saját lánya besavanyodott viselkedését nem értő, életigenlő koros hölgy. A lapkiadó feleségének karaktere teljesen más, házisárkány helyett ezotéria és keleti filozófia megszállottként keseríti meg férje életét, akinek tilos akár egy kortyot is innia, de még kávéznia sem szabad. Új elem  egy látványos július 4-i ünnep a hajón, valamint Frank Tony általi leütése és ezt követő amnéziája is. Az eredeti történetben a kazánfűtővel akarja leüttetni, de az véletlenül a kefegyáros (az új verzióban gyufagyáros) vőlegényt üti le. Szintén új fordulat, hogy miután Frank ebben a verzióban visszautasítja a gyufagyáros ajánlotta lelépési pénzt, az pisztollyal a hajóról a tengerbe ugrásra kényszeríti az éppen a fejbevágás miatt amnéziás Franket, akit viszont a bélszínekért hálás Daisy cápa ment meg a vízbefulladástól. A történet végén a lapkiadó boldogan válik el feleségétől, aki viszont Tony titkárával vígasztalódik, mindketten elutaznak szerzetesnek egy tibeti kolostorba. Frank és Tony egymásra találnak, a gyufakirálynak már csak Tony anyja jut. Az art deco stílusú díszletek és jelmezek, a szving stílusú dalok és látványos táncjelenetek az 1930-as évek hangulatát hozzák vissza.  
|  | Itt a vége a cselekmény részletezésének! |

## Idézetek
- Egymillió dollár csak a szegények között gazdagság. A gazdagok között szegénység. (kefegyáros)
- Aki keveset akar keresni, annak jól kell bánni a szegényekkel. Aki sokat, annak rosszul kell bánni a gazdagokkal. (Cole)
- Úgyszólván mindenem megvan, pénz, élelem és lakás kivételével. (Cole)
- Elpasszoltam udvariasságból a nyereményt, jó. Elkérték kényelmes kabinomat, jó. Eltörték a sétapálcámat, jó. Elhódították a kiszemelt hölgyet, jó. Kitúrtak az ágyamból, jó. De a teámat nem engedem elvenni. (Hopkins, az angol úriember)
- Többé nem hinném, hogy elmegyek hajóútra. Sőt, valószínűleg Londont sem fogom elhagyni. (Hopkins, az angol úriember)
- Tony, te nem lehetsz az én lányom. Szerintem elcseréltek téged a kórházban... (Tony anyja)

## Érdekesség
- 1958 óta valóban létezik egy Gold Star Line nevű hongkongi hajózási társaság.

## Szereplők

### Az 1938-as bemutató ismert szereplői
- Mezey Mária - Tony
- Latabár Kálmán - (Cole)
- Baróti József - (kefekirály)
- Rátkai Márton - (lapkiadó)

### Az 1978-as tévéváltozat szereplői
- Rendező: Karinthy Márton
- Bencze Ilona - Tony Gerulaitis, a hajózási cég feje
- Lukács Sándor - Cole Anderson, Tonyba szerelmes könyvelő
- Inke László - André Dubois, párizsi lapkiadó
- Máthé Erzsi - Yvette Dubois, a lapkiadó házsártos felesége
- Szabó Gyula - Mr. Hilloran, kefegyáros, Tony önjelölt vőlegénye
- Benedek Miklós - Hopkins, fínom modorú angol úriember
- Gálvölgyi János - Galesco, a cég személyszállítási osztályvezetője
- Szombathy Gyula - dr. Agsby, a cég tengeribeteg jogtanácsosa
- Balázs Péter - Mansfield, a cég aligazgatója
- Mikó István - Charlie, Cole kollégája a könyvelésen
- Kánya Kata - széplány a hajón
- Szakácsi Sándor - rámenős fiatalember a hajón
- Mányai Zsuzsa - a hajó virágárusa
- Bergendy Szalonzenekar - a hajó zenekara

### Az 1983-as Hököm Színpadi változat szereplői
- Rendező: Karinthy Márton
- Pálos Zsuzsa - Tony
- Harsányi Gábor - Cole
- Pathó István - André Soupault, lapkiadó
- Mányai Zsuzsa - Ella, a felesége
- Gosztonyi János - Morning, kefekirály, Tony vőlegénye

### Az 1997-es József Attila színházi változat szereplői
- Rendező: Verebes István
- Vándor Éva - Tony
- Józsa Imre - Bruce
- Juhász György - Huntington
- Ujréti László - Mr. King
- Háda János - Mr. Lang
- Sztankay István - Brooks
- Schütz Ila - Geraldin
- Katona János - Gambler

### A 2014-es musicalváltozat szereplői
- Rendező: Réthly Attila
- Zeneszerző: Bársony Bálint
- Janza Kata - Tony Roe, kőkemény üzletasszony, a hajózási társaság feje
- Dolhai Attila v. Homonnay Zsolt - Frank Anderson, a cég kirúgott alkalmazottja
- Bálint Ádám - Albert Morning, gyufagyáros, Tony udvarlója, széplélek
- Földes Tamás - Alphonse Soupault, lapkiadó, megfélemlített férj
- Falusi Mariann - Edith Soupault, Alphonse keleti filozófia megszállott felesége
- Felföldi Anikó - Mrs. Irene Roe, Tony anyja, fékezhetetlen életkedvű asszony
- Szabó Dávid v. Brasch Bence e. h. - Benjamin Pershing, Tony titkára, egyben titkos imádója